# Africa (píseň, Rose Laurens)
"Africa", také nazývaná jako "Africa (Voodoo Master)", je skladba francouzské zpěvačky Rose Laurens. Nahrána a vydána jako singl byla v roce 1982 ve Francii a v březnu 1983 pro zbytek světa. Je jedním ze singlů vydaných z jejího druhého studiového alba Déraisonnable. Verze na 7 "gramofonové desce je kratší oproti verzi z alba. Skladba se ihned stala obrovským hitem v mnoha zemích a obsadila 1. místa. Ve Francii singl získala platinovou desku za prodej více než 1 milion kopií.

## Seznam skladeb
- 7 "singl

1. "Africa (Voodoo Master)" – 3:28
2. "Broken Heart" – 3:43

- CD maxi – 1994 remixy

1. "Africa" (remix '94) (Berlin single radio edit) – 3:21
2. "Africa" (remix '94) (Paris single radio edit) – 3:50
3. "Africa" (remix '94) (Berlin club mix) – 4:55

## Pozice v žebříčcích
| Žebříček (1982)                 | Vrcholové pozice |
| ------------------------------- | ---------------- |
| Německo (Media Control Charts)  | 3                |
| Norsko (VG-lista)               | 2                |
| Rakousko (Ö3 Austria Top 40)    | 1                |
| Švýcarsko (Schweizer Hitparade) | 2                |